# 椿村 (三重県)
椿村（つばきむら）は三重県鈴鹿郡にあった村。現在の鈴鹿市の北西端および四日市市水沢野田町にあたる。

## 地理
- 山岳：入道ヶ岳
- 河川：御幣川、鍋川

## 歴史
- 1889年（明治22年）4月1日 - 町村制の施行により、山本村・小社村・小岐須村・大野村の区域をもって発足。
- 1956年（昭和31年）9月30日 - 久間田村と合併して三鈴村が発足。同日椿村廃止。

## 交通

### 道路
現在は旧村域を東名阪自動車道が通過するが、当時は未開通。

## 名所・旧跡・観光スポット・祭事・催事
- 椿大神社